# Marcial Souto
Marcial Souto Tizón (La Coruña, 1947) es un escritor, traductor y director de revistas y colecciones literarias. Desempeñó su tarea en Argentina, España y Uruguay.

## Biografía

### 1970 – 1980
En 1969, mientras Souto vivía en Uruguay, el humorista gráfico Pancho Graells lo recomendó para dirigir una colección de libros orientada a los jóvenes llamada Literatura  Diferente, que pertenecía a la editorial Tierra Nueva. Además, Graells le presentó a Mario Levrero, cuyo libro La ciudad pasaría a formar parte de esa colección, y sería el primer libro de Souto como editor.
En la década de 1970 viajó a Buenos Aires, donde compartió un departamento con Jaime Poniachik, además de un mutuo interés por la literatura. En 1975 los dos le propusieron a Andrés Cascioli la creación de una revista de cuentos y artículos, pero el rodrigazo, que generó una gran desestabilidad económica, impidió que el proyecto se  realizara.  
Entre octubre de 1976 y marzo de 1977 se encargó de La revista de ciencia ficción y fantasía, de la que solo aparecieron tres números. 
En 1977 fundó Ediciones Entropía, pero solo editó dos libros y un número de la revista homónima. 
En 1979, junto a Andrés Cascioli, buscó revivir el proyecto que antes se había frustrado. Después de dos números como suplemento de la revista Humor Registrado, la publicación -a la que Cascioli bautizó El Péndulo- llegó a durar cuatro números. Los costos de la revista eran muy grandes, por lo que debieron dejar de editarla.

### 1980 - actualidad
En la década de 1980, gracias al éxito comercial de Ediciones de la Urraca con Humor, Souto volvió a encargarse de El Péndulo, produciendo quince números divididos en dos épocas con algunos años de diferencia, y dos revista-libro en los 90s.
En la pausa entre épocas de El Péndulo editó una nueva versión de la revista Minotauro, con un perfil comercial más bajo debido a que se distribuía en librerías en vez de quiosco de periódicos.
En 1983 Editorial Sudamericana publicó su libro Para bajar a un pozo de estrellas.
Compiló en 1985 una antología llamada La ciencia ficción en la Argentina, para la editorial Eudeba.
En 1988 seleccionó material para algunas colecciones de Punto sur editores, donde publicó nuevamente a Levrero y apareció su segundo libro de relatos, Trampas para pesadillas. 
Actualmente vive en España, donde dirigió la colección Mundos Imaginarios, de Plaza y Janés.
Además de editor y escritor es un reconocido traductor, papel que ejerció en casi todos sus proyectos que incluían autores extranjeros.
En diversas oportunidades asistió a convenciones en las que conoció a grandes autores del género, como Phillip K. Dick, J. G. Ballard, Ray Bradbury, Jack Vance, Theodore Sturgeon, Robert Silverberg, Christopher Priest, Joe Haldeman, Brian Aldiss y muchos otros.

## Premios
- Distinguished Scholarship Award, otorgado por la International Conference on the Fantastic in the Arts (2004)
- Karel Award, otorgado por la World SF